# Китайгород (Днепропетровская область)
Кита́йгород (укр. Китайгород) — село, Китайгородская сельская территориальная община, Днепровский район, Днепропетровская область, Украина.
Код КОАТУУ — 1225682001. Население по переписи 2001 года составляло 2 445 человек.
Является административным центром Китайгородской сельской территориальной общины, в которую входят также сёла Рудка, Кравцовка, Рыбалки и Щербиновка.

## Географическое положение
Село Китайгород находится на правом берегу реки Орель, выше по течению на расстоянии в 0,5 км расположен пгт Царичанка, ниже по течению примыкает село Егорино, на противоположном берегу — село Могилёв. Примыкает к селу Рудка. Река в этом месте извилистая, образует лиманы, старицы и заболоченные озёра. Через село проходит автомобильная дорога Т-0441.

## История
В 1662 году возникает оборонительное поселение (шанец) Китайгород. Оно основано как ротный пост для защиты от татаро-турецких набегов жителей Новороссии. В центре его было сооружено укрепление — китайгородок, как называли такие укрепления в древней Руси.
В 1764 году в Новороссийской губернии был сформирован Донецкий пикинёрный полк и шанец (ротное поселение) Китайгородская рота вошла в его состав. В октябре 1769 года в Китайгороде вспыхнул бунт (восстание) пикинёров, которое было жестоко подавлено, наиболее активные его участники арестованы, а пикинёрный гарнизон расформирован.
На конец XIX века в местечке входившей в Кобелякский уезд, Полтавской губернии, проживало 4 726 жителей, дворов было — 778. В поселении имелось три православные церкви, церковно-приходское и начальное сельское училища, четыре лавки, четыре постоялых двора. Ежегодно проводилось три ярмарки.
На начало XX века в местечке проживало 4 700 жителей.

## Население

### Языковой состав
Родной язык населения по данным переписи 2001 года:
| Язык       | Численность, чел. | Доля     |
| ---------- | ----------------- | -------- |
| Украинский | 2 361             | 96,56 %  |
| Русский    | 75                | 3,07 %   |
| Другие     | 9                 | 0,37 %   |
| Итого      | 2 445             | 100,00 % |

## Экономика
- ЗАО «П.А.Г.».
- ООО «Лоекс».

## Объекты социальной сферы
- Школа.
- Детский сад.
- Станция юных натуралистов.
- Дом культуры.

## Достопримечательности
- Заповедная зона «гора Калитва» — 400 га леса.

## Известные жители
- Епископ Феофан — родился 8 июня 1744 года в семье духовной в местечке Китайгороде, Кобелякского уезда Полтавской губернии[6];
- Родился (1937) Владимир Десятерик — в будущем генеральный директор киностудии «Мосфильм»;
- Родился (1911) Петр Штефан — в будущем генерал-майор, заслуженный строитель, почётный гражданин г. Железногорск Красноярского края.

## Галерея

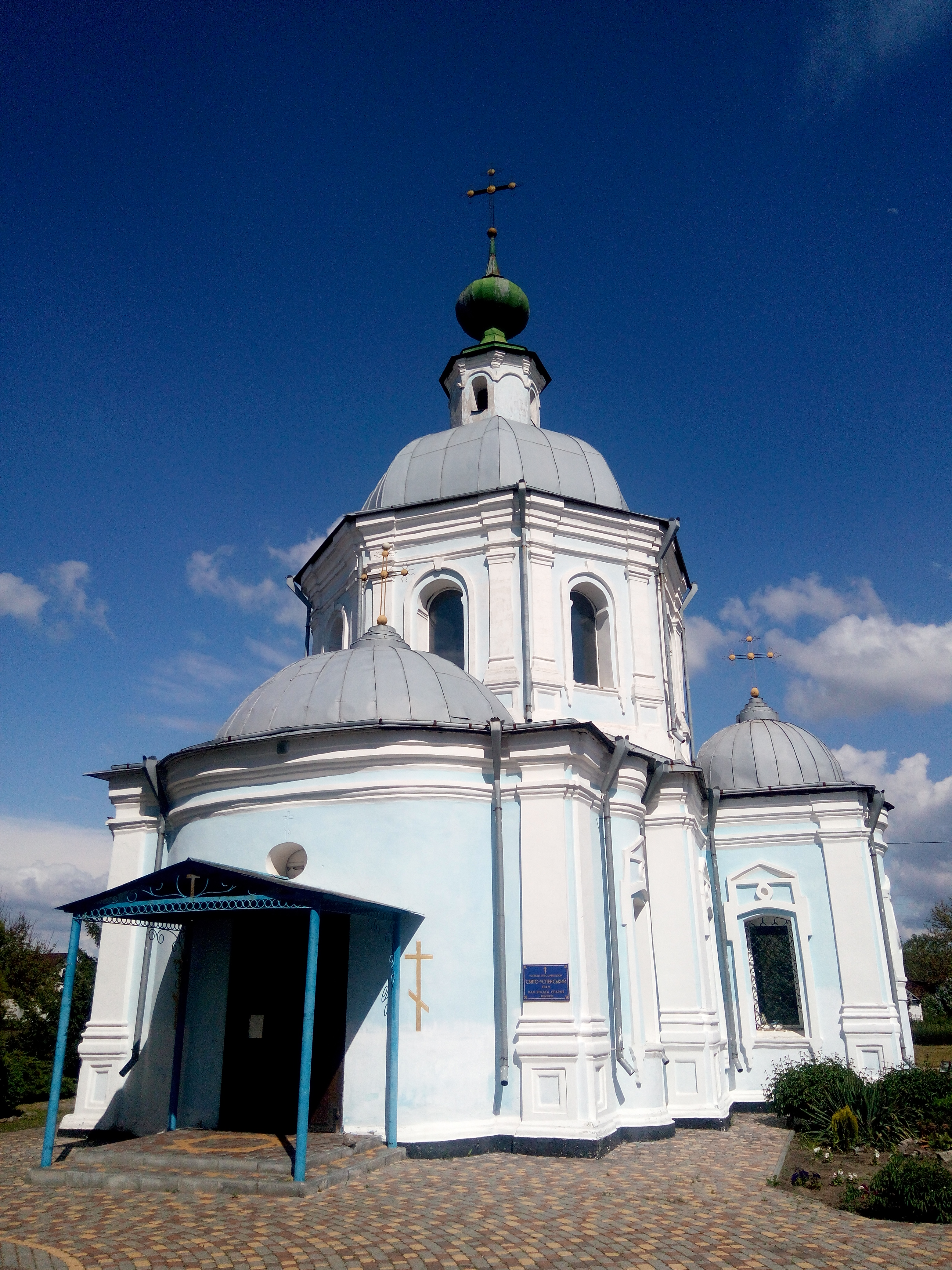
Свято-Успенский храм
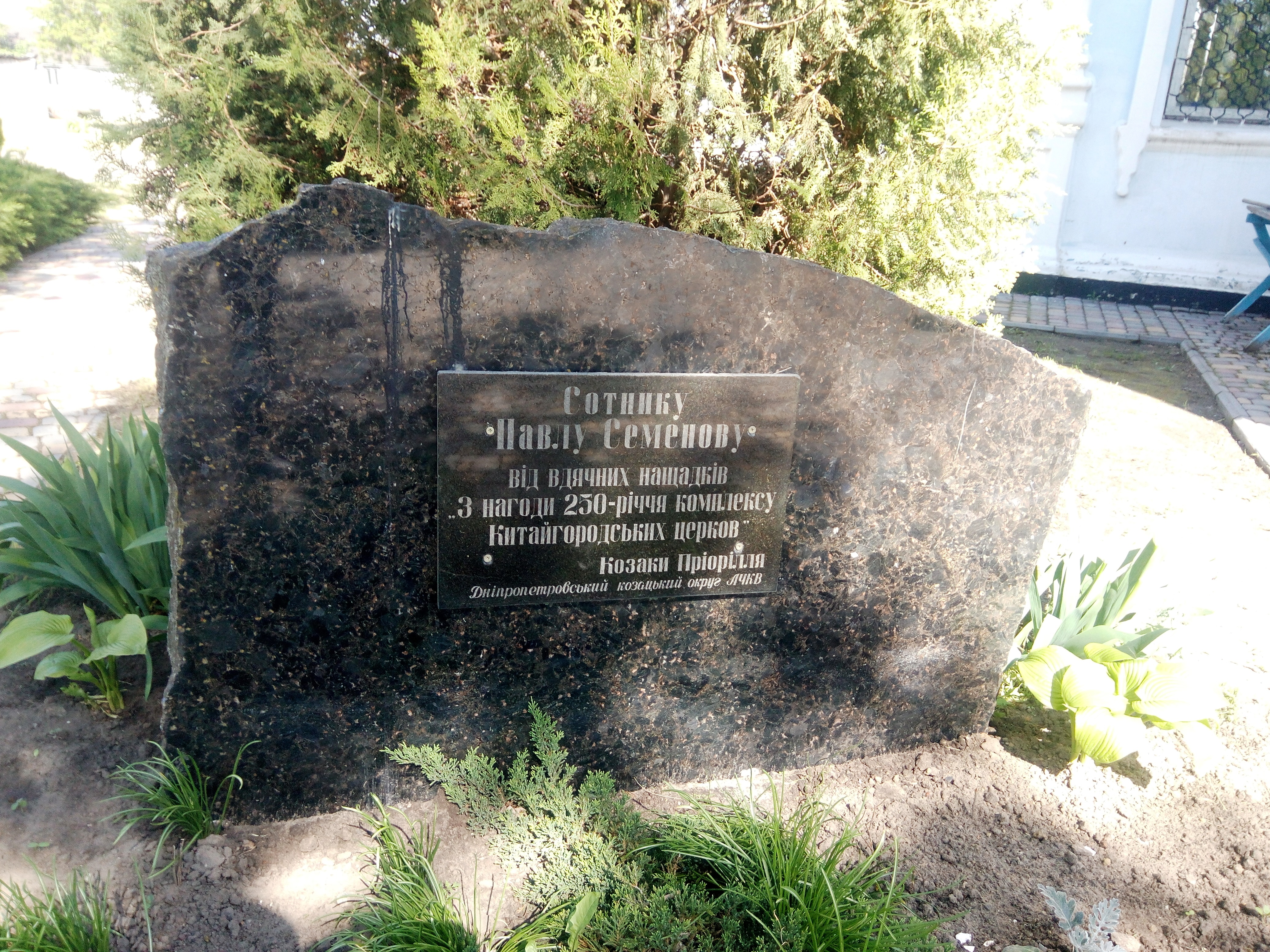
Памятный камень сотнику Павлу Семёнову
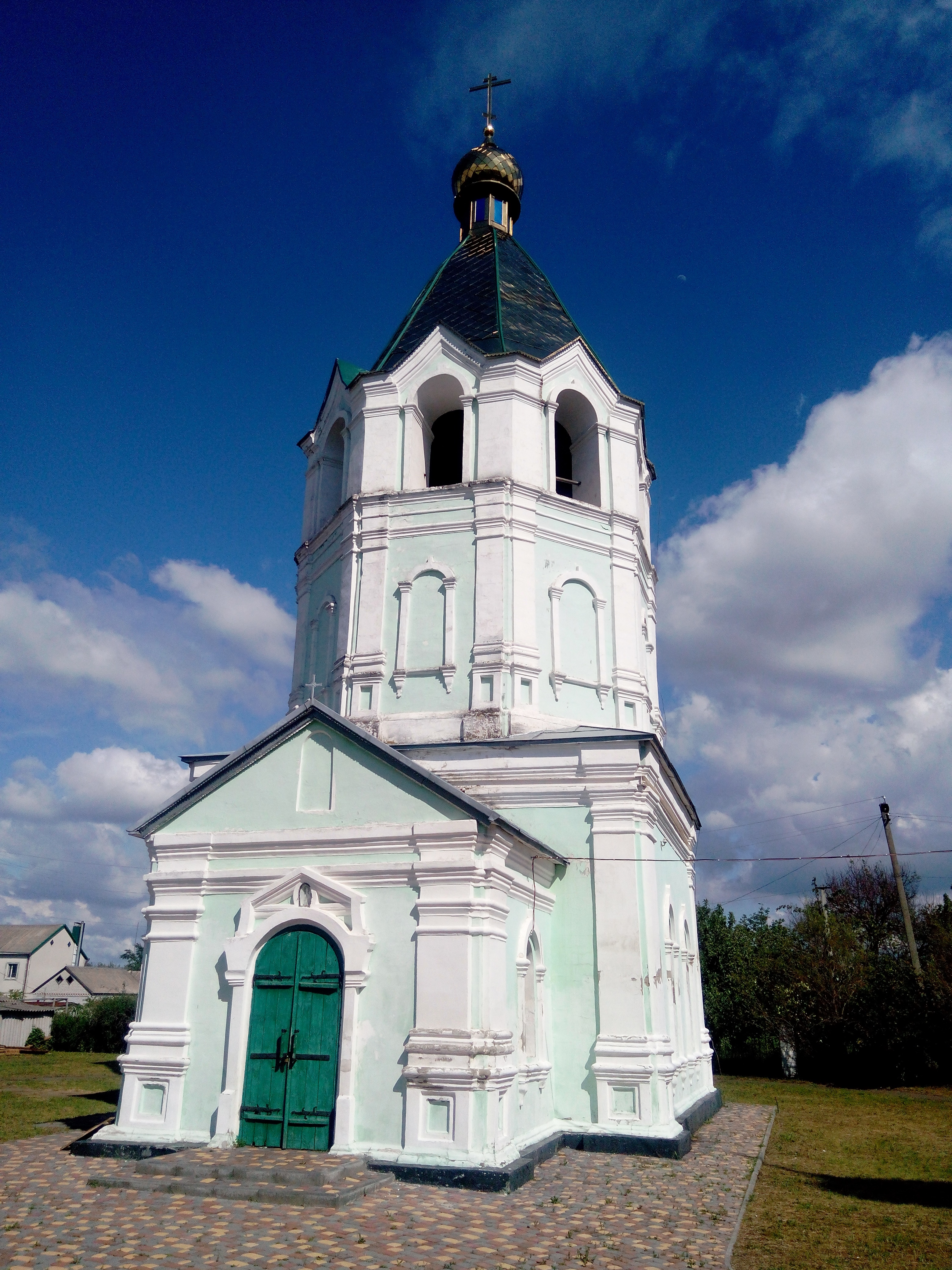
Церковь-колокольня Святой Варвары
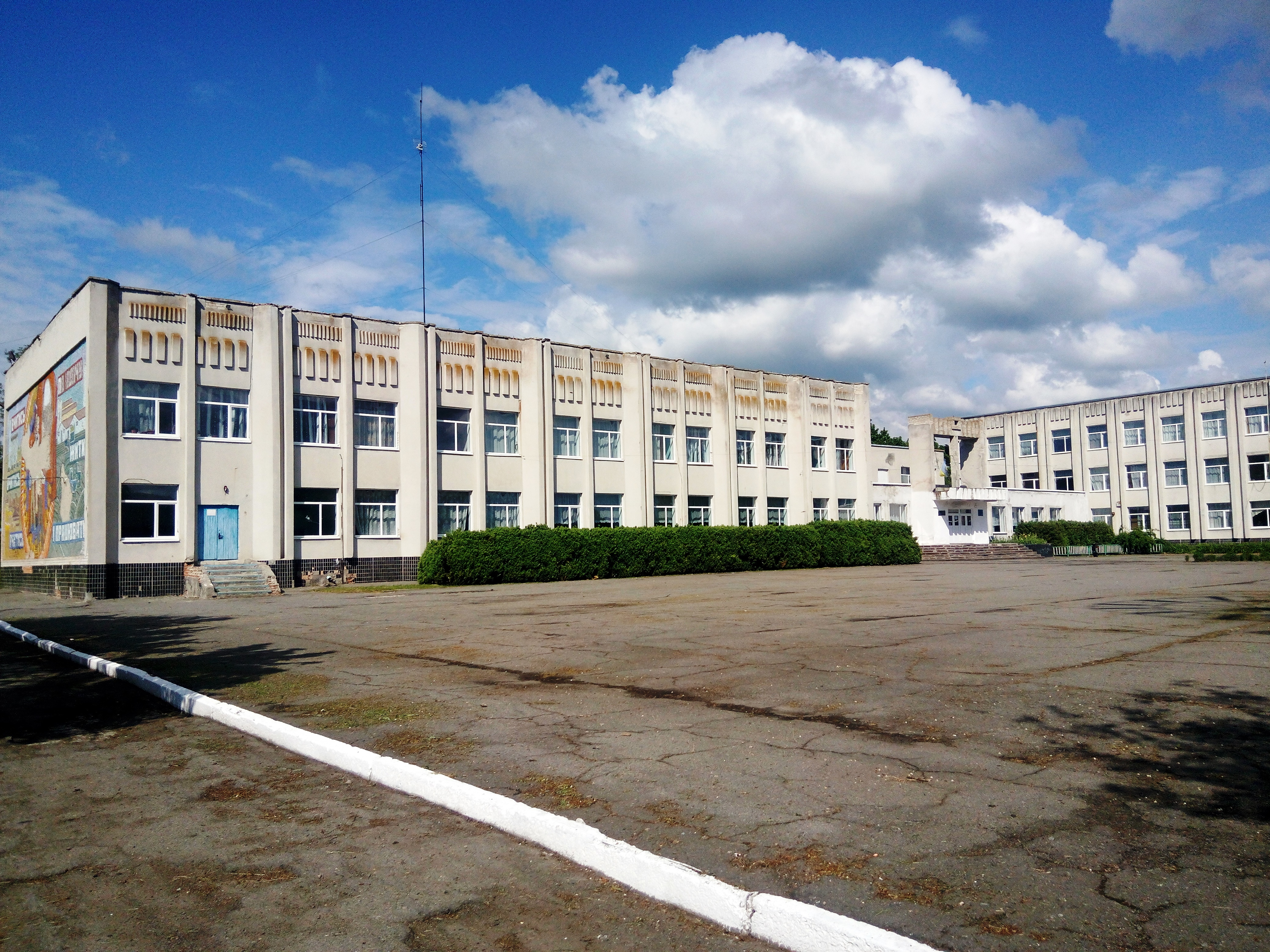
Общеобразовательная школа I-III степени
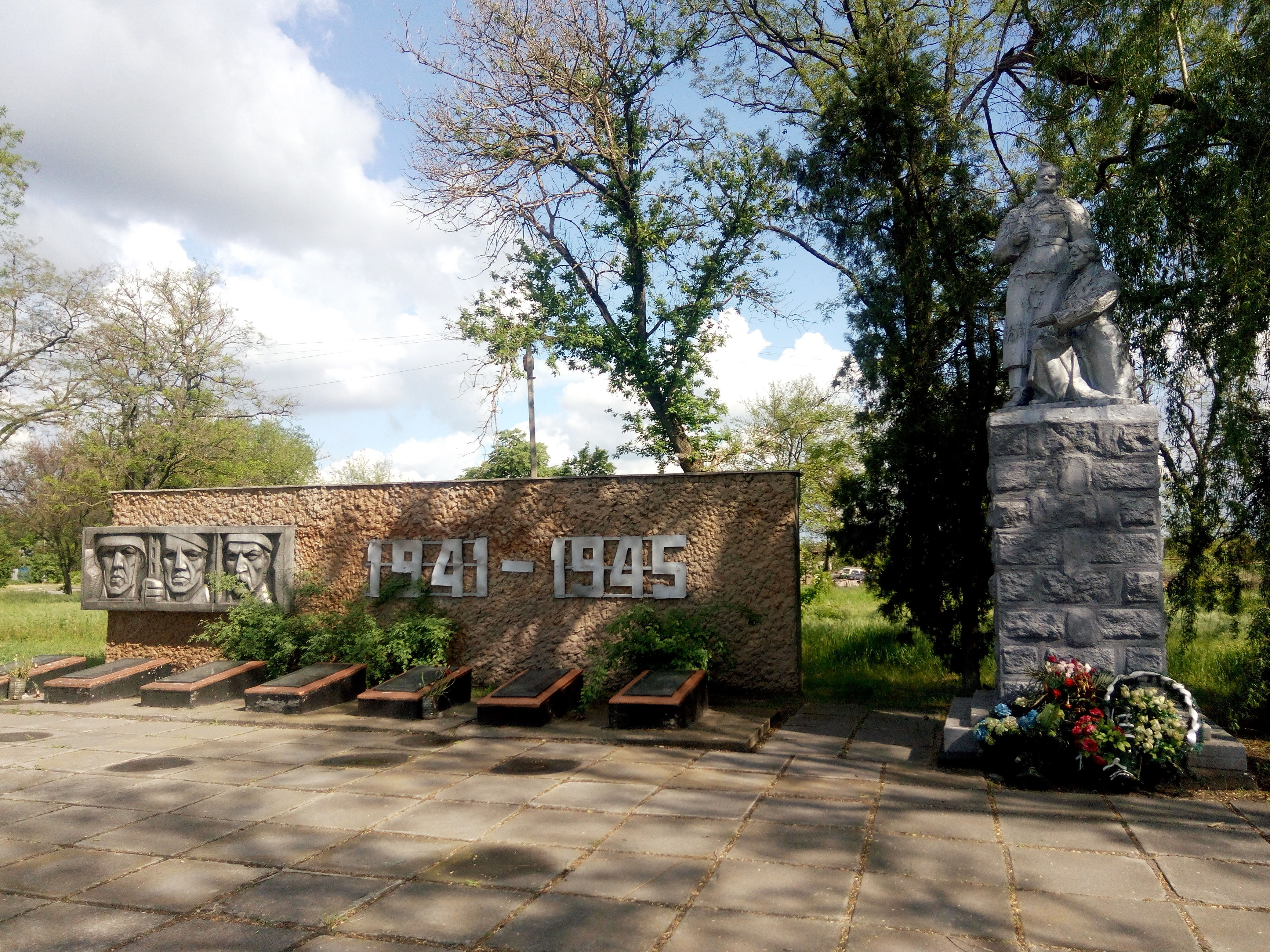
Военный мемориал погибшим в годы ВОВ